# Classic Replicas
Classic Replicas Limited war ein britischer Hersteller von Automobilen.

## Unternehmensgeschichte
Ken Cook, der zuvor Brightwheel Replicas leitete, gründete 1989 das Unternehmen in Bournemouth in der Grafschaft Hampshire. Er begann mit der Produktion von Automobilen und Kits. Der Markenname lautete Classic Replicas. 1993 wurde Dorset Motor Services übernommen, wobei unklar bleibt, ob deren Modelle bei Classic Replicas weiterhin produziert wurden. 2002 endete die Produktion. Insgesamt entstanden etwa 200 Exemplare.
Es bestand keine Verbindung zu Classic Replicas (UK) aus Taunton, die ab 2002 den gleichen Markennamen verwendeten.

## Fahrzeuge
Das meistverkaufte Modell war die Viper sowie dessen Billigvariante Viper 4. Dies waren Nachbildungen des AC Cobra. Die Fahrzeuge basierten auf Ford Taunus, Ford Granada und Modellen von Jaguar Cars. Motoren von Chevrolet, Ford und Rover trieben die Fahrzeuge an. Zwischen 1989 und 2002 entstanden etwa 150 Exemplare.
Ein Unternehmen aus Poppenhausen bot Bausätze ab 9.000 DM und Komplettfahrzeuge ab 59.000 DM in Deutschland an.
Das andere Modell war der Cub, später umbenannt in Mule. Dieses Fahrzeug ähnelte einem Mini Moke. Es basierte auf dem Mini. Zwischen 1998 und 2002 entstanden etwa 50 Exemplare.